# Grand Prix Maďarska 1995
Grand Prix Maďarska 1995 (XI Magyar Nagydíj) desátý závod 46. ročníku mistrovství světa jezdců Formule 1 a 37. ročníku poháru konstruktérů, historicky již 574. grand prix, se uskutečnila na okruhu Hungaroring.

## Výsledky

### Kvalifikace
| Pořadí | Číslo | Pilot                    | Konstruktér        | 1. část  | 2. část  | Odstup |
| ------ | ----- | ------------------------ | ------------------ | -------- | -------- | ------ |
| 1      | 5     | Damon Hill               | Williams-Renault   | 1:18.374 | 1:16.982 |        |
| 2      | 6     | David Coulthard          | Williams-Renault   | 1:19.000 | 1:17.366 | +0.384 |
| 3      | 1     | Michael Schumacher       | Benetton-Renault   | 1:19.490 | 1:17.558 | +0.576 |
| 4      | 28    | Gerhard Berger           | Ferrari            | 1:19.033 | 1:18.059 | +1.077 |
| 5      | 8     | Mika Häkkinen            | McLaren-Mercedes   | 1:20.577 | 1:18.363 | +1.381 |
| 6      | 27    | Jean Alesi               | Ferrari            | 1:20.134 | 1:18.968 | +1.986 |
| 7      | 15    | Eddie Irvine             | Jordan-Peugeot     | 1:21.246 | 1:19.499 | +2.517 |
| 8      | 25    | Martin Brundle           | Ligier-Mugen-Honda | 1:21.818 | 1:19.748 | +2.766 |
| 9      | 2     | Johnny Herbert           | Benetton-Renault   | 1:21.878 | 1:20.072 | +3.090 |
| 10     | 26    | Olivier Panis            | Ligier-Mugen-Honda | 1:20.952 | 1:20.160 | +3.178 |
| 11     | 30    | Heinz-Harald Frentzen    | Sauber-Ford        | 1:21.234 | 1:20.413 | +3.431 |
| 12     | 24    | Luca Badoer              | Minardi-Ford       | 1:22.345 | 1:20.543 | +3.561 |
| 13     | 7     | Mark Blundell            | McLaren-Mercedes   | 1:21.663 | 1:20.640 | +3.658 |
| 14     | 14    | Rubens Barrichello       | Jordan-Peugeot     | 1:21.874 | 1:20.902 | +3.920 |
| 15     | 23    | Pedro Lamy               | Minardi-Ford       | 1:22.600 | 1:21.156 | +4.174 |
| 16     | 4     | Mika Salo                | Tyrrell-Yamaha     | 1:24.440 | 1:21.624 | +4.642 |
| 17     | 3     | Ukjó Katajama            | Tyrrell-Yamaha     | 1:22.866 | 1:21.702 | +4.720 |
| 18     | 10    | Taki Inoue               | Footwork-Hart      | 1:24.656 | 1:22.081 | +5.099 |
| 19     | 29    | Jean-Christophe Boullion | Sauber-Ford        | 1:22.766 | 1:22.161 | +5.179 |
| 20     | 9     | Massimiliano Papis       | Footwork-Hart      | 1:23.275 | No time  | +6.293 |
| 21     | 22    | Roberto Moreno           | Forti-Ford         | 1:26.059 | 1:24.351 | +7.369 |
| 22     | 17    | Andrea Montermini        | Pacific-Ford       | 1:25.465 | 1:24.371 | +7.389 |
| 23     | 21    | Pedro Diniz              | Forti-Ford         | 1:25.934 | 1:24.695 | +7.713 |
| 24     | 16    | Giovanni Lavaggi         | Pacific-Ford       | 1:27.342 | 1:26.570 | +9.588 |

### Závod
| Pořadí | Číslo | Jezdec                   | Konstruktér        | Kola | Čas/odstoupení | Start | Body |
| ------ | ----- | ------------------------ | ------------------ | ---- | -------------- | ----- | ---- |
| 1      | 5     | Damon Hill               | Williams-Renault   | 77   | 1:46:25.721    | 1     | 10   |
| 2      | 6     | David Coulthard          | Williams-Renault   | 77   | +33.398        | 2     | 6    |
| 3      | 28    | Gerhard Berger           | Ferrari            | 76   | +1 lap         | 4     | 4    |
| 4      | 2     | Johnny Herbert           | Benetton-Renault   | 76   | +1 kolo        | 9     | 3    |
| 5      | 30    | Heinz-Harald Frentzen    | Sauber-Ford        | 76   | +1 lap         | 11    | 2    |
| 6      | 26    | Olivier Panis            | Ligier-Mugen-Honda | 76   | +1 kolo        | 10    | 1    |
| 7      | 14    | Rubens Barrichello       | Jordan-Peugeot     | 76   | +1 kolo        | 14    |      |
| 8      | 24    | Luca Badoer              | Minardi-Ford       | 75   | +2 kola        | 12    |      |
| 9      | 23    | Pedro Lamy               | Minardi-Ford       | 74   | +3 kola        | 15    |      |
| 10     | 29    | Jean-Christophe Boullion | Sauber-Ford        | 74   | +3 kola        | 19    |      |
| 11     | 1     | Michael Schumacher       | Benetton-Renault   | 73   | Motor          | 3     |      |
| 12     | 17    | Andrea Montermini        | Pacific-Ford       | 73   | +4 kola        | 22    |      |
| Ret    | 15    | Eddie Irvine             | Jordan-Peugeot     | 70   | Spojka         | 7     |      |
| Ret    | 25    | Martin Brundle           | Ligier-Mugen-Honda | 67   | Motor          | 8     |      |
| Ret    | 4     | Mika Salo                | Tyrrell-Yamaha     | 58   | Plynový pedál  | 16    |      |
| Ret    | 7     | Mark Blundell            | McLaren-Mercedes   | 54   | Únik paliva    | 13    |      |
| Ret    | 3     | Ukjó Katajama            | Tyrrell-Yamaha     | 46   | Vyjetí z tratě | 17    |      |
| Ret    | 9     | Massimiliano Papis       | Footwork-Hart      | 45   | Brzdy          | 20    |      |
| Ret    | 27    | Jean Alesi               | Ferrari            | 42   | Brzdy          | 6     |      |
| Ret    | 21    | Pedro Diniz              | Forti-Ford         | 32   | Motor          | 23    |      |
| Ret    | 10    | Taki Inoue               | Footwork-Hart      | 13   | Motor          | 18    |      |
| Ret    | 22    | Roberto Moreno           | Forti-Ford         | 8    | Převodovka     | 21    |      |
| Ret    | 16    | Giovanni Lavaggi         | Pacific-Ford       | 5    | Vyjetí z tratě | 24    |      |
| Ret    | 8     | Mika Häkkinen            | McLaren-Mercedes   | 3    | Motor          | 5     |      |

## Průběžné pořadí šampionátu
Pohár jezdců
| Pořadí | Jezdec             | Body |
| ------ | ------------------ | ---- |
| 1      | Michael Schumacher | 56   |
| 2      | Damon Hill         | 45   |
| 3      | Jean Alesi         | 32   |
| 4      | David Coulthard    | 29   |
| 5      | Johnny Herbert     | 28   |

Pohár konstruktérů
| Pořadí | Konstruktér        | Body |
| ------ | ------------------ | ---- |
| 1      | Benetton-Renault   | 74   |
| 2      | Williams-Renault   | 68   |
| 3      | Ferrari            | 57   |
| 4      | Jordan-Peugeot     | 13   |
| 5      | Ligier-Mugen-Honda | 12   |